# 伯基特男爵

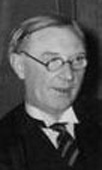
第一代伯基特勳爵

蘭卡斯特郡領地阿爾弗斯頓的伯基特男爵（英語：Baron Birkett, of Ulverston in the County Palatine of Lancaster）是一個聯合王國貴族爵位，1958年1月31日冊封予資深法官諾曼·伯基特爵士（Sir Norman Birkett）。伯基特歷任英國高等法院法官、上訴法院法官和上議院常任上訴法官，1945年至1946年兼任紐倫堡審判英方替任法官。他於1962年逝世後，爵位由兒子邁克爾·伯基特閣下（Hon. Michael Birkett）繼承；2015年再由孫兒托馬斯·伯基特閣下（Hon. Thomas Birkett）繼承。

## 伯基特男爵（1958年）
- 第一代伯基特男爵諾曼·伯基特（1883年9月6日－1962年2月10日）
- 第二代伯基特男爵邁克爾·伯基特（1929年10月22日－2015年4月3日）
- 第三代伯基特男爵托馬斯·伯基特（1982年7月25日－）

## 注腳
1. 1 2 3  "William Norman Birkett, 1st Baron Birkett" (retrieved on 23 March 2015)